# Attagenus jucundus
Attagenus jucundus là một loài bọ cánh cứng trong họ Dermestidae. Loài này được Péringuey miêu tả khoa học năm 1885.